# أذينة ذهبية الأوراق
الأذينة ذهبية الأوراق أو العيزراة ذهبية الورق (باللاتينية: Phlomis chrysophylla) نوع نباتي يتبع جنس الأذينة من الفصيلة الشفوية.

## الموئل والانتشار
موطن هذا النوع بلاد الشام.